# Olor

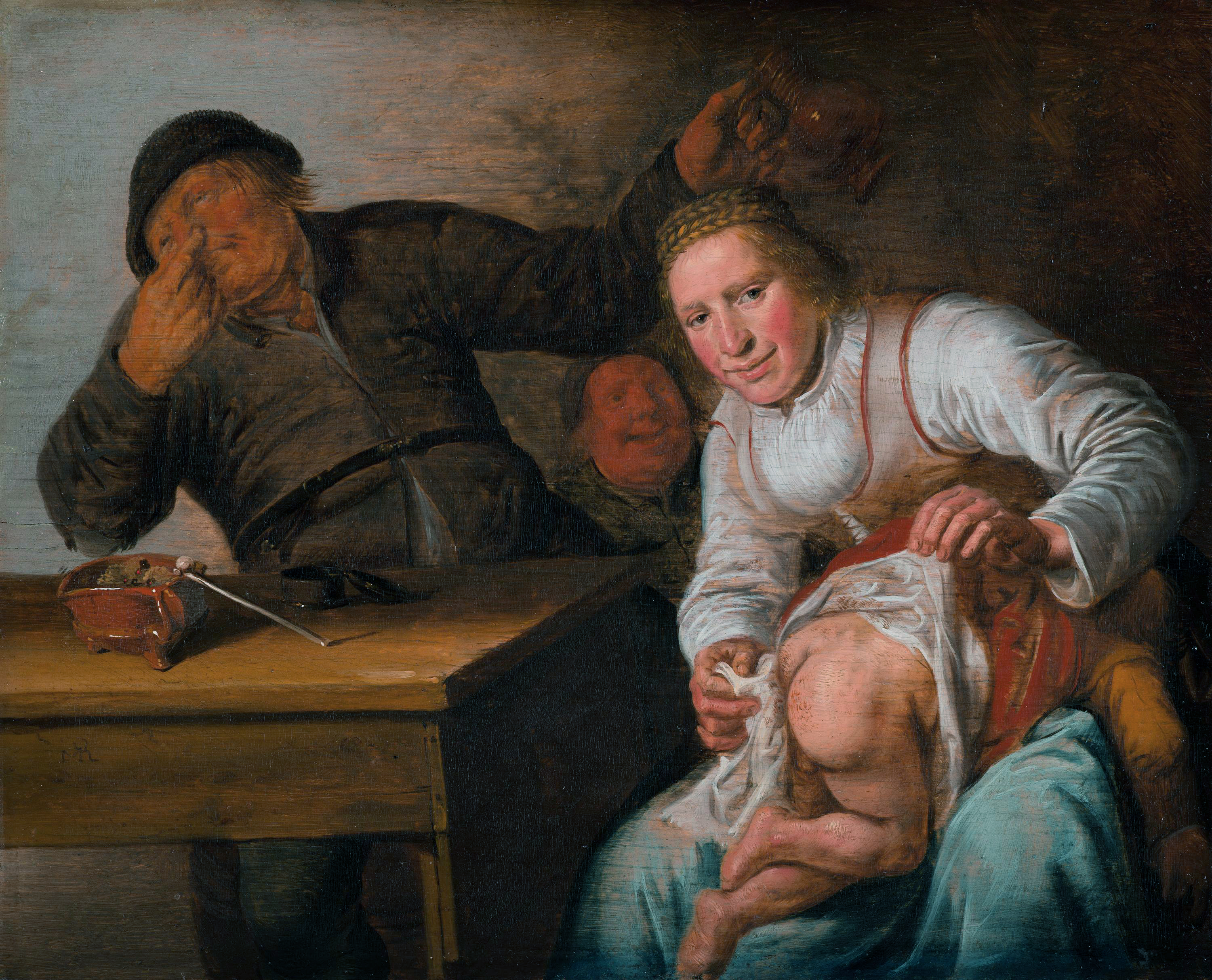
Al·legoria de la mala olor. Pintura humorística Jan Miense Molenaar del segle XVII

L'olor és una propietat intrínseca de la matèria i es defineix com la sensació resultant de la recepció d'un estímul per l'olfacte. El terme "olor" es refereix a la percepció d'una barreja complexa de gasos, vapors i pols, on la composició de la barreja influïx directament en la sensació percebuda per un mateix receptor. Allò que manca d'olor es denomina inodor. És inodor allò que no fa cap mena d'olor. Això vol dir que la matèria en qüestió no estimula el sentit humà de l'olfacte, sovint perquè no desprèn cap substància volàtil o no és soluble en aigua.
L'olor és l'objecte de percepció del sentit de l'olfacte. En el cas que la olor resulte desagradable o fastigosa se'n parla de pudor. El terme fragància o aroma és usat principalment per la indústria alimentària o cosmètica per a descriure una olor agradable, i és comunament usada per a referir-se a perfums. Les olors corresponen al fenomen objectiu dels químics dissolts en l'aire, encara que, com en altres sentits, diversos factors psicològics poden ocupar cert paper en la percepció d'aquests. Existeixen nombroses activitats industrials (indústries químiques, abocadors, depuradores d'aigües residuals, indústries alimentàries, ramaderes, etc.) que emeten una sèrie de substàncies oloroses i generen molèsties en l'entorn.
La olfatometria es presenta com una eina molt eficaç per a l'estudi i control d'olors. Si bé encara no s'ha desenvolupat cap legislació nacional que reguli el problema de les dolentes olors, l'entrada en vigor Norma UNE-EN 13725. "Qualitat de l'aire. Determinació de la concentració d'olor per olfatometria dinàmica", al febrer de 2004, permet abordar de forma objectiva el problema de la contaminació ambiental per olors.
Els mètodes per a la caracterització d'olors es divideixen en dues:
- Tècniques analítiques, són aquelles que utilitzen mètodes analítics tradicionals per a amidar la concentració de compostos químics específics presents en una olor.
- Tècniques sensorials, aquelles que utilitzen assessors humans per a amidar una olor (olfatometria).